# Paul Merton
Paul Merton, född Paul James Martin den 9 juli 1957 i Parsons Green i Hammersmith and Fulham i London, är en brittisk komiker, författare och skådespelare. 
Merton gör regelbundet framträdanden i flera av BBC:s program som Have I Got News For You och Just a Minute. 